# Eupithecia exquisita
Eupithecia exquisita är en fjärilsart som beskrevs av András Vojnits 1979. Eupithecia exquisita ingår i släktet Eupithecia och familjen mätare. Inga underarter finns listade i Catalogue of Life.